# Ragnar Segerborg
Ragnar Hugo Segerborg, född 8 september 1894 i Karlstad, död 18 oktober 1967 i Engelbrekts församling i Stockholm, var en svensk militär och konstnär (målare).

## Biografi

### Militär karriär
Segerborg, som avlade studentexamen 1912 i Karlstad, utnämndes till underlöjtnant vid Gotlands infanteriregemente (I 18) 1941, löjtnant där 1918 och vid Intendenturkåren 1920, regementsintendent vid Norrlands artilleriregementes detachement i Boden 1922, kapten 1925, regementsintendent vid Östgöta trängkår 1926, Svea trängkår 1928, Upplands regemente 1935 och avdelningschef vid Arméns underofficersskola 1936, Svea ingenjörkår 1940, major i armén 1944 och vid Intendenturkåren 1945 med avgång 1949.

### Konstnärskap
Under sin tid som militär började Segerborg studera konst. Han var elev vid Tekniska skolan i Linköping 1933–1934 och vid Tekniska skolan i Stockholm 1947–1949 samt vid Edward Berggrens målarskola innan han fortsatte sina studier vid Académie Julian i Paris 1950–1951. Han företog under perioden 1951–1954 ett flertal resor med självstudier till Nederländerna, Spanien, England och Italien. Separat ställde han ut i Karlstad 1951 och samma år deltog han i Paris vårsalong. Separat ställde han även ut i Göteborg, Enköping samt årligen i Stockholm. Han var anställd som föreståndare för Edward Berggrens elevateljé 1953–1958. Hans konst består av porträtt, landskap och stilleben. Han specialiserade sig på militärporträtt och är representerad vid ett flertal regementen och militära myndigheter. Ragnar Segerborg är begravd på Lidingö kyrkogård.

## Familj
Seherborg var son till Hugo Segerborg och Valborg Sjöberg samt farbror till Lena Cronqvist. Han var gift 1921–1926 med Karin Alma Josefina Jonsson, andra gången från 1929 med Ulla Fevrell, vilken var dotter till Thore Fevrell, och efter skilsmässa tredje gången från 1941 med fil. mag. Birgit Lundqvist, som var korrespondet vid Nobelstiftelsen.